# Dämonische Liebe
Dämonische Liebe (deutscher Titel) bzw. Der Teufel führt Regie (österreichischer Titel) ist ein fatalistisches deutsch-österreichisches Filmdrama aus dem Jahr 1951 mit Margot Hielscher und Paul Hörbiger in den Hauptrollen. Regisseur Kurt Meisel übernahm auch die Schlüsselrolle des Teufels. Der Geschichte liegt das Theaterstück Der Teufel stellt Monsieur Darcy ein Bein zugrunde.

## Handlung
In Paris zu längst vergangenen Zeiten. Der nicht mehr ganz junge Pierre Darcy ist der klassische Kleinbürger: Kreuzbrav, sehr korrekt und ein Leben führend, das immer in denselben, wohlgeordneten Bahnen verläuft. Monsieur Darcy arbeitet als Chefkassierer bei einer Bank und hat sich aufgrund seines Pflichtbewusstseins bislang nichts zuschulden kommen lassen. Eines Tages stellt, wie die literarische Vorlage verrät, der Teufel höchstpersönlich Monsieur Darcy ein Bein, indem er seine Wege mit denen der verruchten Jacqueline kreuzen lässt. Die ist deutlich jünger als er, berechnend, verführerisch und ziemlich habgierig. Jacqueline verkörpert all das, was Monsieur Darcy bislang begehrte und doch nie haben konnte: Eine femme fatale mit all ihren fraulichen Reizen. Darcys Zuneigung zu Jacqueline verkommt zu einem, wie der deutsche Filmtitel verrät, dämonischen Liebe. Um so eine Kokotte halten zu können, das lernt Pierre sehr schnell, muss er einiges Geld ausgeben.
Und so dauert er nicht lange, bis der Kassierer Geld veruntreut und Jacqueline zuliebe zwei Millionen Francs verprasst. Erst spät erkennt Darcy, dass er deutlich zu weit gegangen ist und dass diese Frau sein Unglück bedeutet. Als er sein ganzes Leben in den Abgrund stürzen sieht, plant der alte Mann, sich das Leben zu nehmen. Er begibt sich in sein Stammcafé, als plötzlich ein Mann erscheint, der sich Poupoulle nennt. Dieser ist niemand anderes als der Leibhaftige höchstpersönlich und versucht Darcy mit dem Versprechen zu ködern, dass er mit seiner Hilfe seinen Schicksalstag noch einmal erleben dürfe und damit die Chance bekäme, diesmal alles besser zu machen. Doch der Teufel steckt mit dem Mädchen im Bunde, führt, wie der österreichische Filmtitel verrät, bei Darcys neuerlichem Fehlverhalten Regie, und verhindert so, dass Darcy sein Verhalten grundlegend ändert. Als er sieht, dass alles in derselben Katastrophe endet, bringt sich Monsieur Darcy diesmal tatsächlich um.

## Produktionsnotizen
Dämonische Liebe / Der Teufel führt Regie entstand in der zweiten Jahreshälfte 1950 im Öfa-Atelier in Thiersee (Österreich) und passierte die Zensur am 8. Dezember 1950. Am 11. Januar 1951 wurde der Film in Deutschland (München) erstmals gezeigt. Die Berliner Premiere war am 7. Februar 1951, in Wien wurde der Streifen am 27. April desselben Jahres herausgebracht.
Helmuth Schönnenbeck und sein österreichischer Kollege Carl Szokoll übernahmen die Produktionsleitung. Robert Herlth und Willi Schatz schufen die Filmbauten.

## Kritiken
Die Zeit befand in ihrer Analyse: Regisseur Kurt “Meisel glättet nicht, sondern treibt die gegensätzlichen Stimmungen unbarmherzig heraus. Er skurrilisiert die Nebenfiguren, findet für die Situationen ironische Pointen der Kamera-Einstellung und gibt selbst als Gauner eine witzig durchdachte Orson-Welles-Variante. Die angenehme Margot Hielscher bewahrt er vor Extravaganzen in der Rolle der „dämonischen“ Midinette. Stellt man sich vor, wie der deutsche Normalregisseur mit solchem Stoff verfahren wäre, dann erkennt man den Abstand zwischen Phantasie und Routine, zwischen Arbeit und Gewerbe.”
Im Lexikon des Internationalen Films heißt es: „Effektvoll gefilmte Hintertreppengeschichte.“